# Bilan saison par saison du KV Courtrai
Cette page présente les résultats saison par saison du KV Courtrai, une équipe de football belge. Le club a disputé 100 saisons dans les divisions nationales belges, auxquelles il accède pour la première fois en 1906. Il n'a plus quitté les séries nationales depuis 1931.

## Tableau de résultats
| Ordre                     | Saison  | Nom du club            | Niveau                  | Classement final | Remarques                     |
| ------------------------- | ------- | ---------------------- | ----------------------- | ---------------- | ----------------------------- |
| 1                         | 1906-07 | SC Courtraisien        | Division d'Honneur      | 8e/10            |                               |
| 2                         | 1907-08 | SC Courtraisien        | Division d'Honneur      | 8e/10            |                               |
| 3                         | 1908-09 | SC Courtraisien        | Division d'Honneur      | 9e/12            |                               |
| 4                         | 1909-10 | SC Courtraisien        | Division d'Honneur      | 11e/12           |                               |
| 5                         | 1910-11 | SC Courtraisien        | Division d'Honneur      | 12e/12           | Relégué                       |
| 6                         | 1911-12 | SC Courtraisien        | Promotion (D2)          | 3e/12            |                               |
| 7                         | 1912-13 | SC Courtraisien        | Promotion (D2)          | 7e/12            |                               |
| 8                         | 1913-14 | SC Courtraisien        | Promotion (D2)          | 9e/12            |                               |
| Compétitions interrompues |         |                        |                         |                  |                               |
| 9                         | 1919-20 | Courtrai Sports        | Promotion (D2)          | 9e/12            |                               |
| 10                        | 1920-21 | Courtrai Sports        | Promotion (D2)          | 10e/12           |                               |
| 11                        | 1921-22 | Courtrai Sports        | Promotion (D2)          | 11e/12           | Relégué                       |
| séries provinciales       |         |                        |                         |                  |                               |
| 12                        | 1924-25 | Courtrai Sports        | Promotion (D2) série B  | 7e/14            |                               |
| 13                        | 1925-26 | Courtrai Sports        | Promotion (D2) série B  | 9e/14            | Relégué!                      |
| 14                        | 1926-27 | Courtrai Sports        | Promotion (D3) série A  | 1er/14           | Champion et promu!            |
| 15                        | 1927-28 | R. Courtrai Sports     | Division 1 (D2)         | 12e/14           | Relégué                       |
| 16                        | 1928-29 | R. Courtrai Sports     | Promotion (D3) série A  | 2e/14            |                               |
| 17                        | 1929-30 | R. Courtrai Sports     | Promotion (D3) série A  | 13e/14           | Relégué                       |
| séries provinciales       |         |                        |                         |                  |                               |
| 18                        | 1931-32 | R. Courtrai Sports     | Promotion (D3) série A  | 5e/14            |                               |
| 19                        | 1932-33 | R. Courtrai Sports     | Promotion (D3) série A  | 10e/14           |                               |
| 20                        | 1933-34 | R. Courtrai Sports     | Promotion (D3) série A  | 7e/14            |                               |
| 21                        | 1934-35 | R. Courtrai Sports     | Promotion (D3) série A  | 8e/14            |                               |
| 22                        | 1935-36 | R. Courtrai Sports     | Promotion (D3) série D  | 2e/14            |                               |
| 23                        | 1936-37 | R. Courtrai Sports     | Promotion (D3) série D  | 5e/14            |                               |
| 24                        | 1937-38 | R. Courtrai Sports     | Promotion (D3) série D  | 9e/14            |                               |
| 25                        | 1938-39 | R. Courtrai Sports     | Promotion (D3) série C  | 6e/14            |                               |
| Compétitions interrompues |         |                        |                         |                  |                               |
| 26                        | 1941-42 | K. Kortrijk Sport      | Promotion (D3) série A  | 2e/11            |                               |
| 27                        | 1942-43 | K. Kortrijk Sport      | Promotion (D3) série D  | 1er/15           | Champion et promu!            |
| 28                        | 1943-44 | K. Kortrijk Sport      | Division 1 (D2) série A | 10e/16           |                               |
| Compétitions interrompues |         |                        |                         |                  |                               |
| 29                        | 1945-46 | K. Kortrijk Sport      | Division 1 (D2) série A | 6e/16            |                               |
| 30                        | 1946-47 | K. Kortrijk Sport      | Division 1 (D2) série B | 5e/16            |                               |
| 31                        | 1947-48 | K. Kortrijk Sport      | Division 1 (D2) série A | 6e/16            |                               |
| 32                        | 1948-49 | K. Kortrijk Sport      | Division 1 (D2) série B | 6e/16            |                               |
| 33                        | 1949-50 | K. Kortrijk Sport      | Division 1 (D2) série A | 8e/16            |                               |
| 34                        | 1950-51 | K. Kortrijk Sport      | Division 1 (D2) série B | 2e/16            |                               |
| 35                        | 1951-52 | K. Kortrijk Sport      | Division 1 (D2) série A | 8e/16            |                               |
| 36                        | 1952-53 | K. Kortrijk Sport      | Division 2              | 10e/16           |                               |
| 37                        | 1953-54 | K. Kortrijk Sport      | Division 2              | 9e/16            |                               |
| 38                        | 1954-55 | K. Kortrijk Sport      | Division 2              | 10e/16           |                               |
| 39                        | 1955-56 | K. Kortrijk Sport      | Division 2              | 10e/16           |                               |
| 40                        | 1956-57 | K. Kortrijk Sport      | Division 2              | 5e/16            |                               |
| 41                        | 1957-58 | K. Kortrijk Sport      | Division 2              | 13e/16           |                               |
| 42                        | 1958-59 | K. Kortrijk Sport      | Division 2              | 9e/16            |                               |
| 43                        | 1959-60 | K. Kortrijk Sport      | Division 2              | 11e/16           |                               |
| 44                        | 1960-61 | K. Kortrijk Sport      | Division 2              | 13e/16           |                               |
| 45                        | 1961-62 | K. Kortrijk Sport      | Division 2              | 13e/16           |                               |
| 46                        | 1962-63 | K. Kortrijk Sport      | Division 2              | 14e/16           |                               |
| 47                        | 1963-64 | K. Kortrijk Sport      | Division 2              | 16e/16           | Relégué                       |
| 48                        | 1964-65 | K. Kortrijk Sport      | Division 3 série A      | 6e/16            |                               |
| 49                        | 1965-66 | K. Kortrijk Sport      | Division 3 série B      | 12e/16           |                               |
| 50                        | 1966-67 | K. Kortrijk Sport      | Division 3 série A      | 15e/16           | Relégué                       |
| 51                        | 1967-68 | K. Kortrijk Sport      | Promotion série A       | 2e/16            |                               |
| 52                        | 1968-69 | K. Kortrijk Sport      | Promotion série A       | 1er/16           | Champion et promu!            |
| 53                        | 1969-70 | K. Kortrijk Sport      | Division 3 série A      | 14e/16           |                               |
| 54                        | 1970-71 | K. Kortrijk Sport      | Division 3 série B      | 15e/16           | Relégué                       |
| 55                        | 1971-72 | KV Kortrijk            | Promotion série D       | 1er/16           | Champion et promu!            |
| 56                        | 1972-73 | KV Kortrijk            | Division 3 série B      | 2e/16            | Promu!                        |
| 57                        | 1973-74 | KV Kortrijk            | Division 2              | 11e/16           |                               |
| 58                        | 1974-75 | KV Kortrijk            | Division 2              | 6e/16            |                               |
| 59                        | 1975-76 | KV Kortrijk            | Division 2              | 4e/16            | Promu via tour final!         |
| 60                        | 1976-77 | KV Kortrijk            | Division 1              | 12e/18           |                               |
| 61                        | 1977-78 | KV Kortrijk            | Division 1              | 16e/18           |                               |
| 62                        | 1978-79 | KV Kortrijk            | Division 1              | 18e/18           | Relégué                       |
| 63                        | 1979-80 | KV Kortrijk            | Division 2              | 2e/16            | Promu via tour final!         |
| 64                        | 1980-81 | KV Kortrijk            | Division 1              | 13e/18           |                               |
| 65                        | 1981-82 | KV Kortrijk            | Division 1              | 6e/18            |                               |
| 66                        | 1982-83 | KV Kortrijk            | Division 1              | 11e/18           |                               |
| 67                        | 1983-84 | KV Kortrijk            | Division 1              | 12e/18           |                               |
| 68                        | 1984-85 | KV Kortrijk            | Division 1              | 13e/18           |                               |
| 69                        | 1985-86 | KV Kortrijk            | Division 1              | 15e/18           |                               |
| 70                        | 1986-87 | KV Kortrijk            | Division 1              | 15e/18           |                               |
| 71                        | 1987-88 | KV Kortrijk            | Division 1              | 9e/18            |                               |
| 72                        | 1988-89 | KV Kortrijk            | Division 1              | 8e/18            |                               |
| 73                        | 1989-90 | KV Kortrijk            | Division 1              | 7e/18            |                               |
| 74                        | 1990-91 | KV Kortrijk            | Division 1              | 15e/18           |                               |
| 75                        | 1991-92 | KV Kortrijk            | Division 1              | 17e/18           | Relégué                       |
| 76                        | 1992-93 | KV Kortrijk            | Division 2              | 12e/16           |                               |
| 77                        | 1993-94 | KV Kortrijk            | Division 2              | 6e/16            |                               |
| 78                        | 1994-95 | KV Kortrijk            | Division 2              | 8e/16            |                               |
| 79                        | 1995-96 | KV Kortrijk            | Division 2              | 4e/16            | Tour final!                   |
| 80                        | 1996-97 | KV Kortrijk            | Division 2              | 7e/16            |                               |
| 81                        | 1997-98 | KV Kortrijk            | Division 2              | 2e/16            | Promu via tour final!         |
| 82                        | 1998-99 | KV Kortrijk            | Division 1              | 17e/18           | Relégué                       |
| 83                        | 1999-00 | KV Kortrijk            | Division 2              | 16e/18           | Relégué après barrages!       |
| 84                        | 2000-01 | KV Kortrijk            | Division 3 série A      | 6e/16            | Maintien après le tour final! |
| 85                        | 2001-02 | CVBA Kortrijk Voetbalt | Division 3 série A      | 10e/16           |                               |
| 86                        | 2002-03 | CVBA Kortrijk Voetbalt | Division 3 série A      | 5e/16            |                               |
| 87                        | 2003-04 | KV Kortrijk            | Division 3 série A      | 2e/16            | Promu via tour final!         |
| 88                        | 2004-05 | KV Kortrijk            | Division 2              | 7e/18            |                               |
| 89                        | 2005-06 | KV Kortrijk            | Division 2              | 5e/18            |                               |
| 90                        | 2006-07 | KV Kortrijk            | Division 2              | 3e/18            |                               |
| 91                        | 2007-08 | KV Kortrijk            | Division 2              | 1er/19           | Champion et promu!            |
| 92                        | 2008-09 | KV Kortrijk            | Division 1              | 14e/18           |                               |
| 93                        | 2009-10 | KV Kortrijk            | Division 1              | 4e/16            | Play-Offs 1                   |
| 94                        | 2010-11 | KV Kortrijk            | Division 1              | 10e/16           | Play-Offs 2                   |
| 95                        | 2011-12 | KV Kortrijk            | Division 1              | 4e/16            | Play-Offs 1                   |
| 96                        | 2012-13 | KV Kortrijk            | Division 1              | 9e/16            | Play-Offs 2                   |
| 97                        | 2013-14 | KV Kortrijk            | Division 1              | 8e/16            | Play-Offs 2                   |
| 98                        | 2014-15 | KV Kortrijk            | Division 1              | 5e/16            | Play-Offs 1                   |
| 99                        | 2015-16 | KV Kortrijk            | Division 1              | 9e/16            | Play-Offs 2                   |
| 100                       | 2016-17 | KV Kortrijk            | Division 1A             | 10e/16           | Play-Offs 2                   |
| 101                       | 2017-18 | KV Kortrijk            | Division 1A             | 7e/16            | Play-Offs 2                   |
| 102                       | 2018-19 | KV Kortrijk            | Division 1A             | 8e/16            | Play-Offs 2                   |
| 103                       | 2019-20 | KV Kortrijk            | Division 1A             | 11e/16           |                               |
| 104                       | 2020-21 | KV Kortrijk            | Division 1A             | 14e/18           |                               |
| 105                       | 2021-22 | KV Kortrijk            | Division 1A             | 13e/18           |                               |
| 106                       | 2022-23 | KV Kortrijk            | Division 1A             | 14e/18           |                               |
| 107                       | 2023-24 | KV Kortrijk            | Division 1A             | 14e/16           |                               |
| 108                       | 2024-25 | KV Kortrijk            | Division 1A             | ... /16          |                               |

## Bilan
Statistiques mises à jour le 3 décembre 2024 (terme de la saison 2023-2024)
| Niv | Divisions     | Jouées | Titres | TM Up | TM Down |
| --- | ------------- | ------ | ------ | ----- | ------- |
| I   | 1re nationale | 37     | 0      |       |         |
| II  | 2e nationale  | 44     | 1      | 4     | 1       |
| III | 3e nationale  | 23     | 2      | 3     |         |
| IV  | 4e nationale  | 3      | 2      |       |         |
| V   | 5e nationale  | 0      | 0      |       |         |
|     |               |        |        |       |         |
|     | TOTAUX        | 107    | 5      | 7     | 1       |

- TM Up : test-match pour départager des égalités, ou toutes formes de Barrages ou de Tour final pour une montée éventuelle.
- TM Down : test-match pour départager des égalités, ou toutes formes de Barrages ou de Tour final pour le maintien.